# Оксана Мастерс
Оксана Мастерс (енгл. Oksana Masters; рођена 19. јуна 1989) је америчка вишеспортска параолимпијска атлетичарка украјинског порекла из Луивила, Кентаки. Пошто се првенствено специјализовала за веслање и скијашко трчање, освојила је прву медаљу Сједињених Америчких Држава у мешовитом дубл скулу трупом и рукама на Летњим параолимпијским играма у Лондону 2012. Била је и део америчког тима у нордијском скијању на Зимским параолимпијским играма 2014. и Зимским параолимпијским играма 2018. Освојила је две параолимпијске медаље 2014. године и пет параолимпијских медаља 2018. године, укључујући две златне. Прешла је на парабициклизам након Параолимпијских игара 2012. и такмичила се на Летњим параолимпијским играма 2016. и 2020. године, освојивши две златне медаље на последњим. Учествовала је на Зимским параолимпијским играма 2022, освојивши златну медаљу у биатлону – жене на 6 километара, седећи.
Оксана је освојила награду Лауреус за најбољег светског спортисте године са инвалидитетом 2020.

## Рани живот
Оксана је рођена 1989. у Хмељницком, Украјина, три године након нуклеарне катастрофе у Чернобиљу, са неколико урођених дефеката изазваних радијацијом, укључујући тибијалну хемимелију која је резултирала различитим дужинама ногу, недостатком ношења тежине потколенице у листовима, преплетени прсти без палчева и шест прстију на свакој нози. Родитељи су је напустили и дали је у украјинско сиротиште; наставила би да прелази у још два сиротишта до 7. године. У сиротишту су је мушкарци редовно тукли и силовали, понекад и више од једном дневно. Жене које су тамо радиле су се претварале да не примећују.
У сиротишту, Оксана је била сведок убиства још једне девојчице сирочета, њене најбоље пријатељице Лејни. Деца у сиротишту су увек била на ивици глади и неухрањености, па су се једне ноћи Лејни и Оксана искрале по храну, али се Оксана оклизнула и ударила у столицу. Мушкарци који су чули буку пронашли су Лејни. Оксана је успела да се сакрије, али је чула да су шест пута ударили Лејни. Њена најбоља пријатељица умрла је од последица од задобијених повреда.
Након што је напунила 7 година, Оксану је усвојио Геј Мастерс, неожењени амерички професор комуникацијских поремећаја без своје биолошке деце.
Након пресељења у Сједињене Државе 1997. године, обе Оксанине ноге су на крају ампутиране изнад колена – њена лева нога са девет година и десна нога са 14 година – пошто су постајале све болније и нису могле да издрже њену тежину. Оксана је такође имала операцију да модификује своје унутрашње прсте на свакој руци како би могли да функционишу као палци.
Када је Мастерс стигла у САД, њена мајка је била професор на Универзитету у Бафалу; преселила се у Луивил, Кентаки 2001. године када је њена мајка заузела место професора на Универзитету Луисвил, и дипломирала на градској средњој школи Атертон 2008.
Ја сам љубитељ кафе, љубитељ животиња и светски путник са страшћу за спортом. Заиста верујем да ако сањамо, можемо да постигнемо… Поготово када имате шољицу добре кафе у руци. Проживела сам првих седам и по година свог живота у сиротишту, замишљајући како би се осећала постижући успех за који сам одувек знала да могу да постигнем.

## Веслачка каријера
Мастерс је почела параолимпијско (адаптивно) веслање 2002. са 13 година, непосредно пре него што јој је ампутирана десна нога. Наставила је касније и почела да се такмичи са адаптивним веслањем. 2010. године се такмичила на (CRASH-B Sprints) Спринт Светском првенству у веслању у дворани постављајући светски рекорд у том такмичењу. Она је такође била прва адаптивна скуларица која се такмичила на регати Веслачког клуба Индијанаполис "Head of the Eagle", победивши притом на отвореном појединачном такмичењу за жене.
2011. године, Мастерс и тимски колега Аугусто Перез су заузели друго место на Adaptive World Championship trials in West Windsor у Вест Виндзору, Њу Џерси.
У припремама за Параолимпијске игре у Лондону 2012, Мастерс се удружила са Робом Џонсом, ветераном маринаца Сједињених Држава који је изгубио обе ноге у експлозији ИЕД-а у Авганистану. Мастерс и Џонс су себе назвали „Тим лоша компанија“  и наставили да побеђују и на Адаптивним светским првенствима и на Финалној параолимпијској квалификационој регати са значајном разликом.
2. септембра, на Параолимпијским играма у Лондону 2012. године, Мастерс и Џонс су завршили на трећем месту — освојивши прву медаљу Сједињених Држава (бронзану) у мешовитом дублу трупа и руку са коначним временом 4:05,56. Завршили су иза Кине (злато) и Француске (сребро), а тек су надмашили Велику Британију.
Због повреде леђа, Мастерс је одустала од такмичарског веслања од освајања бронзане медаље на Параолимпијским играма у Лондону 2012. године. Од тада се бави парабициклом и скијашким трчањем.

## Каријера скијашког трчања
Након освајања медаље у веслању на Параолимпијским играма 2012, Мастерс је почела да се бави скијашким трчањем. На Зимским параолимпијским играма 2014. у Сочију, Русија, освојила је сребрну медаљу у 12. км нордијском и бронзану медаљу у 5 км нордијском. Такође је заузела четврто и осмо место у две биатлонске дисциплине. Мастерс је за то време задобила повреду леђа и због тога је одустала од веслања. Почела је да вози бицикл као део процеса опоравка.
Мастерс је освојила своју прву златну параолимпијску медаљу на Зимским параолимпијским играма 2018. у спринту на 1,5 км за жене у класичном скијашком трчању након што је доживела више неуспеха. Она је повредила лакат три недеље пре Игара, а такође се повукла са такмичења у биатлону дан раније након што је пала током трке. Са тих Игара освојила је укупно пет медаља, три у кросу и две у биатлону. Освојила је златну медаљу у скијашком трчању на 5 км седећи и бронзану у скијашком трчању на 12 км седећи. Освојила је сребрне медаље на 6 км седећем биатлону и 12,5 км у седећем биатлону.
Мастерс је освојила сребрну медаљу у женској 6 км дисциплини седећи биатлон на Светском првенству у параснежним спортовима 2021. одржаном у Лилехамеру, Норвешка. Освојила је и бронзану медаљу у женској конкуренцији 10 км - седећи биатлон догађају. У скијашком трчању, освојила је златну медаљу у седећим дисциплинама за жене.
Мастерс је освојила своју прву златну параолимпијску медаљу у биатлону на Зимским параолимпијским играма 2022. у 6. км седећи биатлон догађај.

## Бициклистичка каријера
Мастерс је освојила две бронзане медаље Светског купа и бронзану медаљу на УЦИ светском првенству на парабициклистичкој стази. Учествовала је у дисциплинама ручног бициклизма на Параолимпијским играма у Рију 2016. године, где је заузела 4. место у трци на друму и 5. у вожњи на време. На Параолимпијским играма 2020. у Токију завршила је прва у вожњи на хронометар и у друмској трци, што је била њена прва параолимпијска златна медаља на Летњим играма.

## Лични живот
Мастерс је у вези са америчким параолимпијцем Ароном Пајком.

## Медијски наступи
Мастерсова животна прича је представљена у бројним медијским изворима, укључујући Spirit, часопис за летење Саутвест ерлајнс-а  и Sports ilustrejted-а. Такође је проглашена за једну од „11 најзгоднијих параолимпијских спортиста“ од стране msn NOW, The Guardian ју је прогласио за једну од десет америчких спортиста које треба гледати, и позирала је гола за ESPN The Magazine, годишњак „The Body Issue“ који приказује голе и оскудно одевене спортисте. Apple ју је представио у видеу „Прави разлику. Једна по једна апликација“, где објашњава како се њен живот променио са iOS апликацијама.

## Аутор
- The Hard Parts: A Story of Courage and Triumph  (Тврди делови: Прича о храбрости и тријумфу) - Тврди повез – 21. фебруар 2023.[32]